# 浜ノ町 (高松市)
浜ノ町（はまのちょう）は、香川県高松市中心部の町名。郵便番号は760-0011。全域が住居表示に関する法律に基づく住居表示実施地区である。

## 地理
高松市役所より1.1km、高松市中心部の都心北端に位置し、北は瀬戸内海、東はサンポート高松、南はJR予讃線、西は高松漁港によって区切られている。この周辺は高松市の中心市街地が直接海に面する部分であり、JR予讃線の鉄道敷と瀬戸内海に挟まれた東西に長い町である。
東部はJR高松駅が立地する高松市の玄関口で、その周辺は再開発区域「サンポート高松」の一部となっていることもあり、高松駅をはじめとしてJRホテルクレメント高松など高松市の顔となる施設が立地する近代的な街並みを形成している。東部から中部にかけては高松駅の背後にあたり、都市的な利便性の高さと長閑な瀬戸内海にも近接した環境の良さから、戦後いち早く都心近接型住宅地が開発され、現在では高松市有数の大規模マンション林立地帯となっている。また、その中部には大的場海水浴場やヨットハーバーといったレジャー施設も立地しており、周辺は夏季になるとレジャー客で賑わう。西部は他と趣が異なり、労住協が中心となって開発された戸建ての住宅団地が広がり、また高松漁港に面しているため港町の性格も強い。
2010年国勢調査による人口は4305人（男2103人/女2202人）、世帯数は2034世帯、面積は46万3119.8m2、人口密度は9295.7人/km2。高松市中心部で最多の人口を擁している。公立小学校・中学校の校区は全域が新番丁小学校・紫雲中学校に属している。
町内における都市計画法に基づく用途地域は、JRホテルクレメント高松の部分が容積率700%、高松駅及び駅前広場が500%、コナミスポーツクラブ高松の街区並びに市道浜ノ町錦町線沿い及び市道高松駅北線の北側に面した街区が400%のいずれも商業地域である。それ以外のJRの鉄道敷に面した街区及び鉄道敷は準工業地域、それ以外は第二種住居地域で、いずれも容積率は200%、建ぺい率は60%である。

### 港湾
- 高松漁港

## 歴史
町名の由来はかつて現・錦町の一部に浜ノ丁があったことによるので、その浜ノ丁の由来は文字通り高松城の西外堀に面していて海が近かったことによる。
1966年（昭和41年）に浜ノ丁の大部分並びに新湊町の一部から新設された。新設された町の全域が明治以降に埋め立てられた埋立地である。
旧浜ノ丁は現浜ノ町よりも内陸に位置し、江戸時代は高松城の西に位置する武家屋敷地であった。現・錦町のうち旧丸亀街道（市道兵庫町西通町線）の道路沿いが西新通町、西通町であり、それより北側の地域が江戸時代からの浜ノ丁に当たる。北端は常に海岸であったため、埋め立てにより海岸がそれまでより北側へ動いていくにつれて北端も徐々に北へ移動していった。それと同様に現在浜ノ町内に位置する「大的場」と呼ばれる海岸もかつては現在よりも内陸に位置する海岸であった。
浜ノ町成立4年後、1970年（昭和45年）時点での人口は401人（男199人/女202人）、世帯数は133世帯であったが、高度経済成長末期に当たる向こう5年間で大規模マンションが数多く建設されて人口が爆発的に増加、1975年（昭和50年）時点での人口は2505人、世帯数は811世帯となった。その後も人口増加は続き、1977年（昭和52年）には香川県健康増進センター（のちの大的場健康体育センター、2005年閉鎖）、翌1978年（昭和53年）には高松市立市民プール（2021年度で閉鎖）など公共レクリエーション施設がオープンした。
2003年（平成15年）4月1日にはサンポート高松再開発に伴い、一部がサンポート、西の丸町、錦町へそれぞれ編入され、寿町一丁目、西の丸町、錦町二丁目の各一部が浜ノ町へ編入された。この変更で町名「サンポート」が新たに誕生し、浜ノ町西側の大部分がこれに属したが、同じサンポート高松再開発地区内でも高松駅部分は浜ノ町に残留となった。

## 主要施設
掲載順は住居表示による街区符号・住居番号順。
- JRホテルクレメント高松
- 高松北警察署高松駅前交番
- JR高松駅
- サーパス（高松駅前、浜ノ町、浜ノ町Ⅱ、浜ノ町ツインタワー、サンポート高松ベイタワー、サンポート高松ベイスクエア）
- マルナカサンポート店
- 労住協（第23ビル、第4ビル、第5ビル）
- 浜ノ町第1ちびっこ広場
- 高松市立大的場公園
- 在高松スペイン名誉領事館
- 四国旅客鉄道（JR四国）本社
- 徳島文理大学 高松駅キャンパス
- 蓮華寺
- 浜ノ町公園
- 高松市立市民プール（1978年オープン[6]、2021年度で廃止[6]）
- 大的場海水浴場
- 高松市スポーツ振興事業団
- 高松浜ノ町郵便局
- シーサイドボウル高松
- イトーピア高松（東棟、南棟、西棟、北棟）
- 高松ヨットハーバー
  - 市立ヨット競技場
  - 高松マリーナ
- レクサス高松
- 四国労働金庫本店
- 高松出入国在留管理局 審査部門
- 香川県医師会館